# Purbosono
Purbosono is een bestuurslaag in het regentschap Wonosobo van de provincie Midden-Java, Indonesië. Purbosono telt 2288 inwoners (volkstelling 2010).